# Charlotte Evoloko Bokele
Charlotte Evoloko Bokele est une joueuse congolaise (RDC) de basket-ball.

## Biographie

### Carrière en sélection
Avec l'équipe du Zaïre féminine de basket-ball, elle dispute le Championnat du monde féminin de basket-ball 1983, terminant 14e, et remporte le Championnat d'Afrique féminin de basket-ball 1994 en Afrique du Sud.

### Carrière en club
Elle évolue en club au BC Tourbillon à partir de 1976.

## Palmarès
Palmarès international
- Championne d'Afrique en 1994